# Zeus: Pan Olimpu
Zeus: Pan Olimpu – strategiczna gra komputerowa wyprodukowana przez Impressions Games, której celem jest zbudowanie przez graczy miasta-państwa (czyli polis).
Fabuła gry jest umieszczona w starożytnej Grecji i nawiązuje do mitologii greckiej. Istnieje również dodatek do gry – "Posejdon – Bóg Atlantydy". Znajdują się w nim dodatkowe misje, w których gracze kierują Atlantydami (nowymi miastami). Niewiele różnią się one od greckich miast. Zmieniona została w nim szata graficzna większości budynków oraz zmieniono przeznaczenie obiektów kultury. W odróżnieniu od wersji podstawowej nie ma w nim igrzysk, a filozofów, aktorów i sportowców zastąpili naukowcy, kustosze i humaniści. Dodano nowy rodzaj żywności (pomarańcze) oraz można hodować bydło, które daje mięso. Zwiększono także liczbę obiektów estetyki, które upiększają nasze miasto. Można także wybudować piramidy, korzystając z surowców potrzebnych do budowy świątyń. Nowymi obiektami są hipodrom i nowy most. W wersji podstawowej dostępna była jedynie możliwość zbudowania kładki przez wodę, pod którą nie mogły przepływać statki. Na nowym obiekcie sportowym, jakim jest hipodrom, są organizowane wyścigi konne, które dają rozrywkę obywatelom.